# Wereldkampioenschap superbike van Monza 1996
Het wereldkampioenschap superbike van Monza 1996 was de vierde ronde van het wereldkampioenschap superbike 1996. De races werden verreden op 16 juni 1996 op het Autodromo Nazionale Monza nabij Monza, Italië.

## Race 1
| Pos | Nr | Rijder               | Constructeur | Rondes | Tijd         | Grid | Punten |
| --- | -- | -------------------- | ------------ | ------ | ------------ | ---- | ------ |
| 1   | 1  | Carl Fogarty         | Honda        | 18     | 32:30.739    | 3    | 25     |
| 2   | 3  | Aaron Slight         | Honda        | 18     | +0.650       | 4    | 20     |
| 3   | 45 | Colin Edwards        | Yamaha       | 18     | +1.018       | 7    | 16     |
| 4   | 7  | Pierfrancesco Chili  | Ducati       | 18     | +1.021       | 1    | 13     |
| 5   | 2  | Troy Corser          | Ducati       | 18     | +1.031       | 8    | 11     |
| 6   | 9  | Neil Hodgson         | Ducati       | 18     | +11.180      | 6    | 10     |
| 7   | 69 | James Whitham        | Yamaha       | 18     | +12.603      | 11   | 9      |
| 8   | 36 | Kirk McCarthy        | Suzuki       | 18     | +22.901      | 10   | 8      |
| 9   | 6  | Simon Crafar         | Kawasaki     | 18     | +28.655      | 14   | 7      |
| 10  | 32 | Christer Lindholm    | Ducati       | 18     | +31.155      | 16   | 6      |
| 11  | 26 | Brian Morrison       | Ducati       | 18     | +31.208      | 15   | 5      |
| 12  | 13 | Andreas Meklau       | Ducati       | 18     | +46.192      | 17   | 4      |
| 13  | 68 | Shawn Giles          | Ducati       | 18     | +47.986      | 21   | 3      |
| 14  | 18 | Igor Jerman          | Kawasaki     | 18     | +57.200      | 20   | 2      |
| 15  | 10 | John Reynolds        | Suzuki       | 18     | +59.516      | 9    | 1      |
| 16  | 14 | Jochen Schmid        | Kawasaki     | 18     | +1:02.962    | 19   |        |
| 17  | 19 | Stéphane Chambon     | Ducati       | 18     | +1:05.126    | 24   |        |
| 18  | 24 | Anders Rasmussen     | Yamaha       | 17     | +1 ronde     | 29   |        |
| 19  | 28 | Antonio Giangiacomo  | Ducati       | 17     | +1 ronde     | 30   |        |
| 20  | 39 | Bruno Scatola        | Kawasaki     | 17     | +1 ronde     | 31   |        |
| 21  | 34 | Lino Pittaluga       | Yamaha       | 17     | +1 ronde     | 32   |        |
| 22  | 38 | Ioannis Boustas      | Ducati       | 16     | +2 ronden    | 27   |        |
| DNF | 16 | Paolo Casoli         | Ducati       | 14     | Uitgevallen  | 13   |        |
| DNF | 27 | Jean-Marc Delétang   | Yamaha       | 14     | Uitgevallen  | 26   |        |
| DNF | 23 | Ferdinando Di Maso   | Ducati       | 10     | Uitgevallen  | 25   |        |
| DNF | 8  | Piergiorgio Bontempi | Kawasaki     | 1      | Uitgevallen  | 12   |        |
| DNF | 4  | Anthony Gobert       | Kawasaki     | 1      | Uitgevallen  | 2    |        |
| DNF | 41 | Michaël Paquay       | Ducati       | 1      | Uitgevallen  | 18   |        |
| DNF | 48 | Rob Phillis          | Kawasaki     | 1      | Uitgevallen  | 23   |        |
| DNF | 11 | John Kocinski        | Ducati       | 1      | Uitgevallen  | 5    |        |
| DNF | 30 | Bruno Cirafici       | Suzuki       | 0      | Uitgevallen  | 22   |        |
| DNS | 40 | Jean Louis Tranois   | Yamaha       | 0      | Niet gestart | 28   |        |

## Race 2
| Pos | Nr | Rijder               | Constructeur | Rondes | Tijd         | Grid | Punten |
| --- | -- | -------------------- | ------------ | ------ | ------------ | ---- | ------ |
| 1   | 7  | Pierfrancesco Chili  | Ducati       | 18     | 32:38.008    | 1    | 25     |
| 2   | 3  | Aaron Slight         | Honda        | 18     | +0.007       | 4    | 20     |
| 3   | 1  | Carl Fogarty         | Honda        | 18     | +0.109       | 3    | 16     |
| 4   | 2  | Troy Corser          | Ducati       | 18     | +0.294       | 8    | 13     |
| 5   | 45 | Colin Edwards        | Yamaha       | 18     | +6.500       | 7    | 11     |
| 6   | 69 | James Whitham        | Yamaha       | 18     | +11.625      | 11   | 10     |
| 7   | 10 | John Reynolds        | Suzuki       | 18     | +11.667      | 9    | 9      |
| 8   | 36 | Kirk McCarthy        | Suzuki       | 18     | +11.949      | 10   | 8      |
| 9   | 9  | Neil Hodgson         | Ducati       | 18     | +17.780      | 6    | 7      |
| 10  | 4  | Anthony Gobert       | Kawasaki     | 18     | +17.846      | 2    | 6      |
| 11  | 13 | Andreas Meklau       | Ducati       | 18     | +26.110      | 17   | 5      |
| 12  | 26 | Brian Morrison       | Ducati       | 18     | +40.924      | 15   | 4      |
| 13  | 41 | Michaël Paquay       | Ducati       | 18     | +43.060      | 18   | 3      |
| 14  | 32 | Christer Lindholm    | Ducati       | 18     | +43.926      | 16   | 2      |
| 15  | 48 | Rob Phillis          | Kawasaki     | 18     | +55.179      | 23   | 1      |
| 16  | 18 | Igor Jerman          | Kawasaki     | 18     | +56.790      | 20   |        |
| 17  | 38 | Ioannis Boustas      | Ducati       | 18     | +1:11.651    | 27   |        |
| 18  | 30 | Bruno Cirafici       | Suzuki       | 18     | +1:35.537    | 22   |        |
| 19  | 24 | Anders Rasmussen     | Yamaha       | 17     | +1 ronde     | 29   |        |
| 20  | 34 | Lino Pittaluga       | Yamaha       | 17     | +1 ronde     | 32   |        |
| DNF | 39 | Bruno Scatola        | Kawasaki     | 10     | Uitgevallen  | 31   |        |
| DNF | 68 | Shawn Giles          | Ducati       | 9      | Uitgevallen  | 21   |        |
| DNF | 27 | Jean-Marc Delétang   | Yamaha       | 9      | Uitgevallen  | 26   |        |
| DNF | 14 | Jochen Schmid        | Kawasaki     | 5      | Uitgevallen  | 19   |        |
| DNF | 16 | Paolo Casoli         | Ducati       | 4      | Uitgevallen  | 13   |        |
| DNF | 6  | Simon Crafar         | Kawasaki     | 3      | Uitgevallen  | 14   |        |
| DNF | 11 | John Kocinski        | Ducati       | 1      | Uitgevallen  | 5    |        |
| DNF | 19 | Stéphane Chambon     | Ducati       | 1      | Uitgevallen  | 24   |        |
| DNF | 23 | Ferdinando Di Maso   | Ducati       | 0      | Uitgevallen  | 25   |        |
| DNS | 8  | Piergiorgio Bontempi | Kawasaki     | 0      | Niet gestart | 12   |        |
| DNS | 40 | Jean Louis Tranois   | Yamaha       | 0      | Niet gestart | 28   |        |
| DNS | 28 | Antonio Giangiacomo  | Ducati       | 0      | Niet gestart | 30   |        |

## Tussenstanden na wedstrijd
| Pos | Nr | Rijder              | Team   | Punten |
| --- | -- | ------------------- | ------ | ------ |
| 1   | 3  | Aaron Slight        | Honda  | 137    |
| 2   | 2  | Troy Corser         | Ducati | 114    |
| 3   | 1  | Carl Fogarty        | Honda  | 113    |
| 4   | 11 | John Kocinski       | Ducati | 105    |
| 5   | 7  | Pierfrancesco Chili | Ducati | 94     |

1990 · 1992 · 1993 · 1995 · 1996 · 1997 · 1998 · 1999 · 2000 · 2001 · 2002 · 2003 · 2004 · 2005 · 2006 · 2007 · 2008 · 2009 · 2010 · 2011 · 2012 · 2013